# Дом-музей Егише Чаренца
Дом-музей Егише Чаренца (арм. Եղիշե Չարենցի տուն-թանգարան) — музей в Ереване. Размещается в доме, где с 1935 по 1937 год жил известный армянский поэт Егише Чаренц (1897—1937), проспект Месропа Маштоца, 17.

## История
Дом-музей Егише Чаренца был основан по решению Совета Министров Советской Армении от 8 февраля 1964 года в трёхкомнатной квартире, где поэт жил с 1935 по 1937 год. Нвард Багдасарян была назначена директором музея. Дочери поэта Арпеник и Анаит поддерживали создание и деятельность музея. 10 января 1975 года музей был открыт для посетителей.
В 1987 году, по случаю 90-летия со дня рождения Чаренца и при поддержке Карена Демирчяна, площадь дома-музея была расширена. Сейчас музей занимает 626,3 м².
Основная экспозиция занимает три зала музея:
- Зал A — 1897—1918
- Зал B — 1918—1927
- Зал C — 1928—1937

## Экспозиция

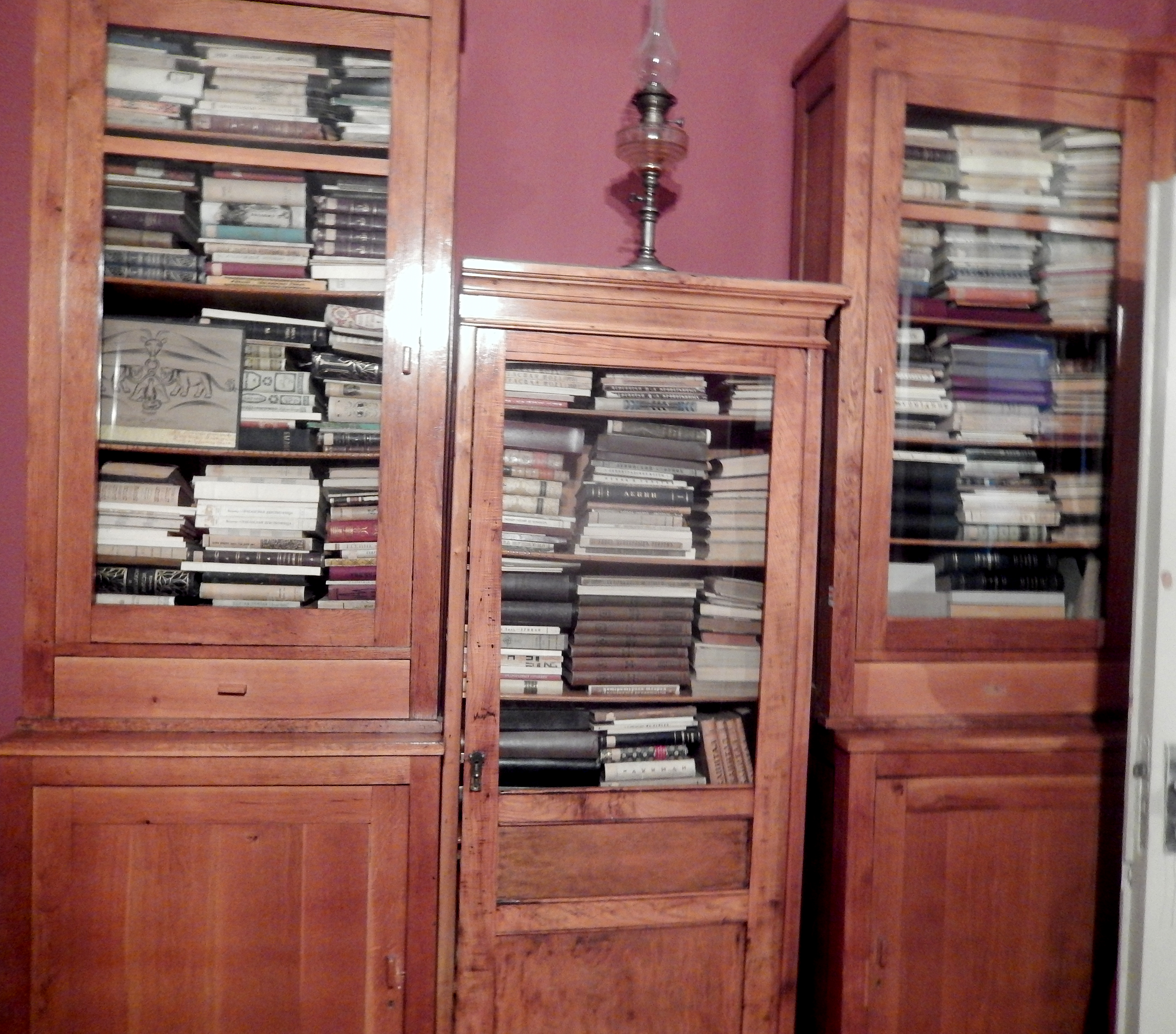
Личная библиотека Егише Чаренца

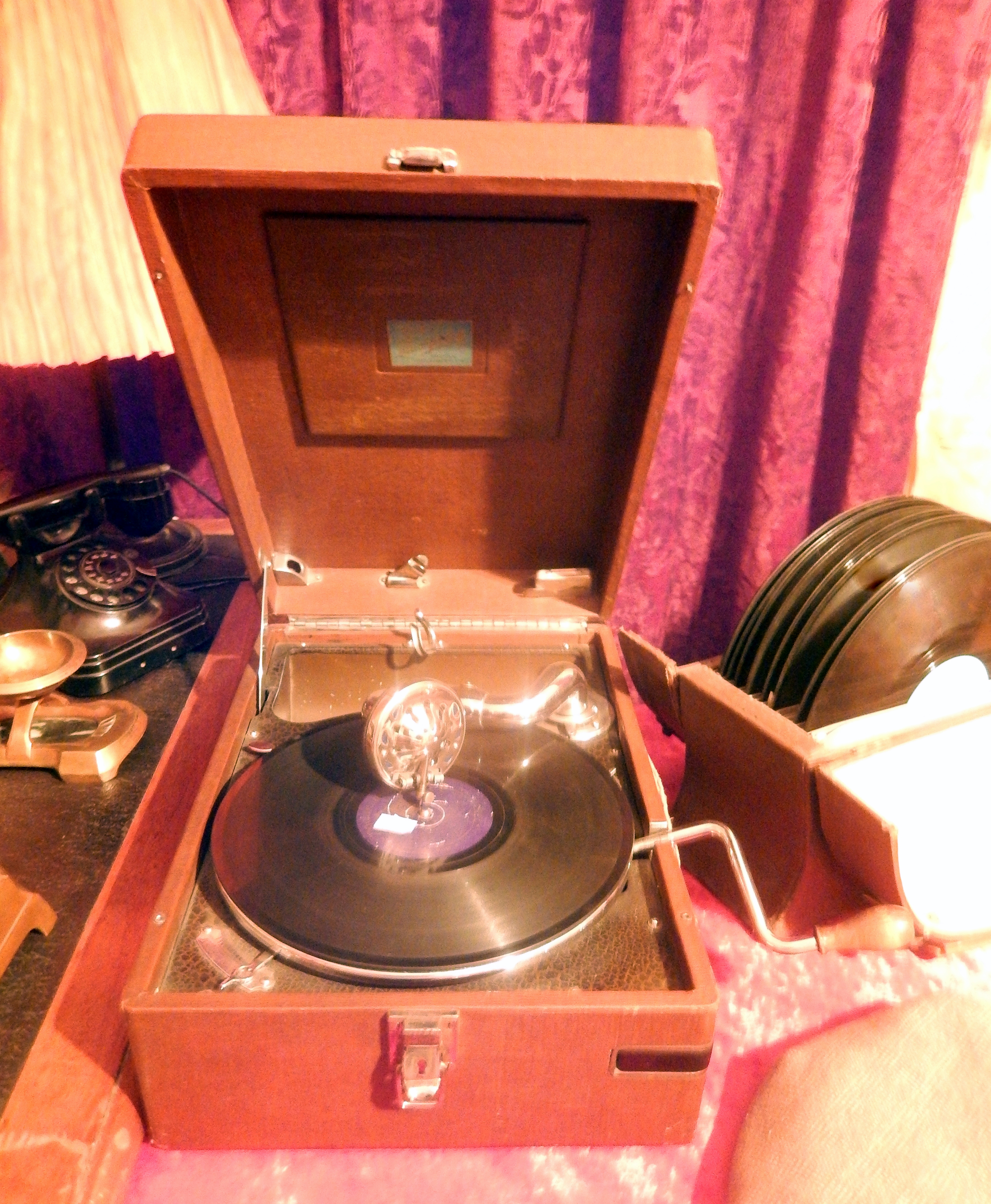
Граммофон Егише Чаренца

Дом-музей Егише Чаренца является исследовательским центром по изучению жизни Чаренца, его литературной, культурной и общественно-политической деятельности. В музее экспонируются личные вещи поэта, рукописи, документы, книги, фотографии и другие материалы.
Наиболее ценной частью музея является его мемориальная квартира, где всё устроено как при жизни Чаренца. Квартира обставлена весьма элегантно, изящно сочетаются западные и восточные вкусы: рояль «Беккер», печатная машинка, мебель из красного дерева, унаследованные от отца ковры, статуэтки Будды из слоновой кости и броны, репродукции Леонардо да Винчи, Фра Анджелико и так далее.
Личная библиотека Чаренца является частью мемориальной квартиры. По словам Арпеник Чаренц, в конце 1930-х годов библиотека поэта состояла из 6000 книг. После ареста Чаренца большое количество книг было уничтожено. Сейчас библиотека насчитывает 1452 книг, она включает множество ценных книг на разных языках, по разным профессиональным дисциплинам, искусству и религии. Чаренц собрал уникальную коллекцию книг армянских писателей: Хоренаци, Бузанд, Нарекаци, Кучак, Шнорали, Саят-Нова, Лео, Туманян, Терьян, Исаакян, Мецаренц. Глубоко изучив древнегреческую, европейскую и русскую литературу, а также искусство и литературу древнего Востока, он обогатил свою коллекцию Аврелием, Прустом, Ашвагхошой, Пиранделло, Шпенглером, Тагором и другими. Среди этих книг особую ценность представляют 25 томов российского журнала «Старые годы», издававшегося с 1907 по 1916 год. Множество книг в библиотеке имеют автографы. На полях есть заметки, сделанные Чаренцом. Есть также книги, которые Чаренцу дарили другие писатели — Аветик Исаакян, Хамлик Туманян, Гарегин Бес, Хачик Даштенц и другие. Многие книги были привезены из Тифлиса, Москвы, Петербурга и Царицына.
В музее проводятся выставки, литературно-музыкальные встречи, лекции, концерты, презентации и дни поэзии.
С 1980-х годов в музее проводится ежегодное осеннее угощение дастахум, традицию которого заложил сам Егише Чаренц. В этот день он угощал друзей, коллег, художников, артистов, студентов и других фруктами и вином. В возрождённой музейной традиции стали принимать участие знакомые поэта и его поклонники.